# Ebo fuscus
Ebo fuscus es una especie de araña cangrejo del género Ebo, familia Philodromidae. Fue descrita científicamente por Mello-Leitão en 1943.

## Distribución
Esta especie se encuentra en Argentina.